# Białczyn
Białczyn (deutsch Lilienthal) ist ein Ort in der polnischen Woiwodschaft Ermland-Masuren. Er gehört als Dorf („Wieś“) mit Siedlung („Osada“) zur Stadt- und Landgemeinde Pieniężno (Mehlsack) im Powiat Braniewski (Kreis Braunsberg).

## Geographische Lage
Białczyn liegt im Nordwesten der Woiwodschaft Ermland-Masuren, 17 Kilometer südöstlich der Kreisstadt Braniewo (Braunsberg). Die Osada Białczyn befindet sich 0,7 Kilometer nordwestlich des Dorfs.

## Geschichte
Das Liliental und erst nach 1900 Lilienthal genannte Dorf verfügte einst  über eine eigenen Kapelle. 1874 wurde der Ort in den neu errichteten Amtsbezirk Peterswalde (polnisch Piotrowiec) im ostpreußischen Kreis Braunsberg, Regierungsbezirk Königsberg, integriert und war dort bis 1945 zugehörig.
371 Einwohner waren im Jahre 1910 in Lilienthal gemeldet. Ihre Zahl veränderte sich bis 1993 auf 313 und bis 1939 auf 275.
Als 1945 das gesamte südliche Ostpreußen in Kriegsfolge an Polen fiel, war auch Lilienthal davon betroffen. Der Ort erhielt die polnische Namensform „Białczyn“ und in ein Dorf (polnisch „Wieś“) und eine Siedlung („Osada“) unterteilt. Białczyn ist heute eine Ortschaft in der Gmina Pieniężno (Stadt- und Landgemeinde Mehlsack) im Powiat Braniewski (Kreis Braunsberg), von 1975 bis 1998 der Woiwodschaft Elbląg, seither der Woiwodschaft Ermland-Masuren zugehörig. Białczyn zählte im Jahre 2021 insgesamt 198 Einwohner.

## Religion
Białczyn ist heute wie Lilienthal vor 1945 in die römisch-katholische Kirche in Piotrowiec (Peterswalde) eingepfarrt. Sie gehört seit 2022 zum Dekanat Orneta (Wormditt) im Erzbistum Ermland.
Vor 1945 war Lilienthal außerdem in die evangelische Pfarrkirche Mehlsack in der Kirchenprovinz Ostpreußen der Kirche der Altpreußischen Union eingegliedert. Heute gehören Dorf und Siedlung Białczyn zur Diözese Masuren der Evangelisch-Augsburgischen Kirche in Polen.

## Verkehr
Białczyn liegt an der verkehrsreichen polnischen Woiwodschaftsstraße 507 (hier im Abschnitt der früheren Reichsstraße 142), die die Städte Dobre Miasto (Guttstadt), Orneta (Wormditt) und Pieniężno (Mehlsack) mit der Kreisstadt Braniewo (Braunsberg) verbindet. Eine von Wysoka Braniewska (Hogendorf) kommende Nebenstraße endet zudem in Białczyn.
Eine Bahnanbindung besteht nicht.